# 미조타니촌
미조타니촌(일본어: 溝谷村)은 일본 교토부 다케노군에 있던 촌이다.

## 역사
- 1889년 4월 1일 - 정촌제 시행에 의해 2촌의 구역을 가지고 성립하였다.
- 1933년 2월 1일 - 요시노촌, 돗토리촌, 후카다촌과 합병해, 야사카촌이 성립, 동일 미조타니촌은 폐지되었다.

## 참고문헌
- 「角川日本地名大辞典」編纂委員会『角川日本地名大辞典 26 京都府』角川書店、1982年